# Morti il 31 dicembre

## I secolo a.C.(1)
- 45 a.C. - Quinto Fabio Massimo, militare e politico romano

## II secolo(2)
- 111 - Giustino di Siponto, vescovo romano
- 192 - Commodo, imperatore romano (n. 161)

## IV secolo(1)
- 335 - Papa Silvestro I, papa, vescovo e santo romano

## V secolo(1)
- 406 - Godigisel, sovrano vandalo (n. 359)

## VI secolo(1)
- 596 - Mario di Avenches, vescovo, storico e santo franco (n. 532)

## IX secolo(1)
- 897 - Jinseong di Silla, regina coreana

## XI secolo(1)
- 1032 - Ahmad Maymandi, sovrano iraniano

## XII secolo(3)
- 1135 - Enrico di Groitzsch, nobile tedesco
- 1164 - Ottocaro III di Stiria, nobile austriaco (n. 1124)
- 1194 - Leopoldo V di Babenberg, nobile austriaco (n. 1157)

## XIII secolo(3)
- 1289 - Folco Portinari, banchiere italiano
- 1298 - Humphrey de Bohun, III conte di Hereford, nobile inglese
- 1299 - Margherita d'Angiò, francese (n. 1273)

## XIV secolo(9)
- 1302 - Federico III di Lorena, duca
- 1328 - Giovanni Soranzo, politico, diplomatico e ammiraglio italiano
- 1335 - Rinaldo II d'Este, nobile, politico e condottiero italiano
- 1367 - Niccolò di Alife, notaio italiano
- 1369 - John Chandos, cavaliere medievale inglese
- 1384 - John Wyclif, teologo britannico
- 1386 - Giovanna di Baviera, nobile tedesca (n. 1362)
- 1387 - Bianca di Savoia, sovrana italiana (n. 1336)
- 1389 - Elias Raymond, religioso francese

## XV secolo(7)
- 1426 - Thomas Beaufort, I duca di Exeter, militare britannico (n. 1377)
- 1439 - Margaret Holland, nobile inglese (n. 1385)
- 1446 - Lordino di Saligny, nobile e condottiero francese
- 1452 - Raoul Roussel, arcivescovo cattolico francese
- 1460 - Richard Neville, V conte di Salisbury, nobile inglese (n. 1400)
- 1469 - Yejong di Joseon, re coreano (n. 1450)
- 1483 - Gilles Joye, compositore francese

## XVI secolo(10)
- 1510 - Bianca Maria Sforza, nobile italiana (n. 1472)
- 1530 - Sigismondo I Gonzaga, condottiero italiano (n. 1499)
- 1536 - Margareta Eriksdotter Vasa, nobildonna svedese (n. 1497)
- 1563 - Carlo I di Cossé, nobile e militare francese (n. 1505)
- 1568 - Shimazu Tadayoshi, militare giapponese (n. 1493)
- 1573 - Andrea Rapicio, vescovo cattolico e giurista italiano (n. 1533)
- 1575 - Pierino Belli, giurista italiano (n. 1502)
- 1583 - Thomas Erastus, teologo e medico svizzero (n. 1524)
- 1584 - Ludovico II de Torres, arcivescovo cattolico, diplomatico e giurista spagnolo (n. 1533)
- 1598 - Heinrich Rantzau, astrologo, umanista e generale tedesco (n. 1526)

## XVII secolo(25)
- 1604 - George Hastings, IV conte di Huntingdon, nobile e politico inglese (n. 1540)
- 1607 - Edmund Shakespeare, attore teatrale britannico (n. 1580)
- 1610 - Ludolph van Ceulen, matematico e schermidore tedesco (n. 1540)
- 1618 - Prospero Farinacci, giurista, avvocato e magistrato italiano (n. 1544)
- 1619 - Onorio Longhi, architetto e poeta italiano (n. 1568)
- 1622 - Filippo Cluverio, storico e geografo tedesco (n. 1580)
- 1627 - Cristina di Salm, nobile francese (n. 1575)
- 1637 - Cristiano di Waldeck, nobile tedesco (n. 1585)
- 1640 - Giovanni Francesco Régis, presbitero e gesuita francese (n. 1597)
- 1642 - Juan de Espina, presbitero e musicologo spagnolo (n. 1568)
- 1643 - Ottaviano Raggi, cardinale e vescovo cattolico italiano (n. 1592)
- 1647 - Giovanni Maria Trabaci, compositore e organista italiano (n. 1575)
- 1650 - Dorgon, generale cinese (n. 1612)
- 1655 - Janusz Radziwiłł, sovrano lituano (n. 1612)
- 1659 - Alano di Solminihac, vescovo cattolico francese (n. 1593)
- 1667 - Jerzy Sebastian Lubomirski, principe e generale polacco (n. 1616)
- 1669 - Bogusław Radziwiłł, nobile polacco (n. 1620)
- 1673 - Oliver Saint John, politico britannico (n. 1598)
- 1675 - Abraham van Diepenbeeck, pittore e illustratore fiammingo (n. 1596)
- 1679 - Giovanni Alfonso Borelli, matematico, astronomo e fisiologo italiano (n. 1608)
- 1694 - Sigismondo III Gonzaga, nobile italiano (n. 1625)
- 1695 - Carlo Ambrogio Affaitati, religioso italiano (n. 1625)
- 1695 - Giuseppe Vittorio Alberti d'Enno, vescovo cattolico italiano (n. 1623)
- 1695 - Sauveur Lecomte, pittore francese (n. 1659)
- 1697 - Lucas Faydherbe, scultore e architetto fiammingo (n. 1617)

## XVIII secolo(18)
- 1705 - Caterina di Braganza, sovrana (n. 1638)
- 1742 - Louis Bourguet, geologo e archeologo svizzero (n. 1678)
- 1742 - Carlo III Filippo del Palatinato, nobile (n. 1661)
- 1746 - Siro Baroni, pittore italiano (n. 1678)
- 1760 - Jean Moreau de Séchelles, funzionario e politico francese (n. 1690)
- 1762 - Francesco Felice Alberti di Enno, vescovo cattolico italiano (n. 1701)
- 1767 - Anton Maria Zanetti, incisore, critico d'arte e mercante d'arte italiano (n. 1680)
- 1771 - Christian Adolph Klotz, filologo classico tedesco (n. 1738)
- 1775 - Richard Montgomery, generale irlandese (n. 1738)
- 1778 - Alvise IV Mocenigo, doge (n. 1701)
- 1779 - Pietro Valguarnera, nobile, militare e politico italiano (n. 1694)
- 1782 - Giorgio Crinazzi, musicista, tenore e compositore italiano (n. 1750)
- 1784 - Giovanni Battista Alberoni, pittore e scenografo italiano (n. 1703)
- 1785 - Antoine Léonard Thomas, poeta e critico letterario francese (n. 1734)
- 1793 - Armand Louis de Gontaut-Biron, generale francese (n. 1747)
- 1794 - Charles François Lhomond, pedagogo e grammatico francese (n. 1727)
- 1799 - Louis Jean-Marie Daubenton, naturalista e medico francese (n. 1716)
- 1799 - Jean-François Marmontel, romanziere, poeta e drammaturgo francese (n. 1723)

## XIX secolo(90)
- 1801 - Giuseppe Maria Capece Zurlo, cardinale e arcivescovo cattolico italiano (n. 1711)
- 1803 - John Walker, naturalista, botanico e chimico scozzese (n. 1731)
- 1809 - Franz Beck, compositore tedesco (n. 1734)
- 1809 - Antonio Martini, arcivescovo cattolico, letterato e biblista italiano (n. 1720)
- 1812 - Jean Baptiste Éblé, generale e ingegnere francese (n. 1758)
- 1814 - Sophie Marie von Voß, nobildonna tedesca (n. 1729)
- 1815 - Thomas Burke, incisore e pittore irlandese (n. 1749)
- 1818 - Jean-Pierre Duport, violoncellista e compositore francese (n. 1741)
- 1821 - Louise-Félicité Guynement de Kéralio, scrittrice francese (n. 1757)
- 1822 - Gideon Granger, politico statunitense (n. 1767)
- 1826 - Joseph L'Espine, militare francese (n. 1761)
- 1828 - Louis-Benoît Picard, drammaturgo francese (n. 1769)
- 1828 - Alexander Zippelius, botanico olandese (n. 1797)
- 1829 - Alphonse Rabbe, giornalista, storico e scrittore francese
- 1831 - Willem Bilderdijk, poeta olandese (n. 1756)
- 1831 - Elizabeth Parke Custis, politica e socialite statunitense (n. 1776)
- 1831 - Nicolò Gatto, vescovo cattolico italiano (n. 1785)
- 1832 - Adelaide Malanotte, contralto italiano (n. 1785)
- 1834 - Jean-Nicolas-Louis Durand, architetto e teorico dell'architettura francese (n. 1760)
- 1839 - Pamfil Nazarovič Nazarov, militare e scrittore russo (n. 1792)
- 1839 - Hyacinthe-Louis de Quélen, arcivescovo cattolico francese (n. 1778)
- 1840 - Christian Rudolph Wilhelm Wiedemann, medico, storico e naturalista tedesco (n. 1770)
- 1841 - Georg Anton Friedrich Ast, filosofo e filologo classico tedesco (n. 1778)
- 1847 - Carlo Torlonia, religioso italiano (n. 1798)
- 1847 - Adelaide di Borbone-Orléans, principessa francese (n. 1777)
- 1848 - Agostino Caporilli Razza, poeta italiano (n. 1796)
- 1848 - Johann Gottfried Jakob Hermann, filologo classico e metricista tedesco (n. 1772)
- 1853 - Federico Cassitto, scrittore, politico e economista italiano (n. 1776)
- 1853 - Alexis de Chateauneuf, architetto e urbanista tedesco (n. 1799)
- 1853 - François-Christian Gau, architetto tedesco (n. 1790)
- 1855 - Pedro Paulo de Figueiredo da Cunha e Melo, cardinale e arcivescovo cattolico portoghese (n. 1770)
- 1855 - Karl Friedrich Hermann, filologo classico tedesco (n. 1804)
- 1856 - Domenico Crivelli, tenore italiano (n. 1793)
- 1858 - Franz Ludwig Fick, anatomista e patologo tedesco (n. 1813)
- 1859 - Luigi Ricci, compositore italiano (n. 1805)
- 1864 - George M. Dallas, politico e diplomatico statunitense (n. 1792)
- 1865 - Fredrika Bremer, scrittrice e attivista svedese (n. 1801)
- 1866 - Pierre Bourla, architetto e insegnante belga (n. 1783)
- 1869 - Luigi De Sanctis, teologo italiano (n. 1808)
- 1869 - Anton Haizinger, tenore e cantante lirico austriaco (n. 1796)
- 1869 - Louis James Alfred Lefébure-Wély, organista e compositore francese (n. 1817)
- 1872 - Alessandro Cenci Bolognetti, VI principe di Vicovaro, principe, militare e compositore italiano (n. 1801)
- 1872 - Francesco Maria De Benedictis, pittore italiano (n. 1800)
- 1872 - Aleksis Kivi, scrittore e drammaturgo finlandese (n. 1834)
- 1874 - Giovan Battista Fabbri, medico italiano (n. 1806)
- 1874 - Francis Kiernan, anatomista britannico (n. 1800)
- 1874 - Alexandre Ledru-Rollin, avvocato e politico francese (n. 1807)
- 1874 - Carl Julius von Leypold, pittore tedesco (n. 1806)
- 1876 - Caterina Labouré, religiosa francese (n. 1806)
- 1877 - Adolphe Braun, fotografo francese (n. 1812)
- 1877 - Gustave Courbet, pittore francese (n. 1819)
- 1877 - Alberto Mazzucato, compositore e critico musicale italiano (n. 1813)
- 1877 - Carlo Ricci Gariboldi, ciclista su strada italiano
- 1878 - Giulietta Pezzi, scrittrice e giornalista italiana
- 1878 - Cirilo Antonio Rivarola, avvocato e politico paraguaiano (n. 1836)
- 1878 - Vincenzo Spinelli di Scalea, politico italiano (n. 1806)
- 1879 - Alexander Pagenstecher, oculista tedesco (n. 1828)
- 1879 - Muzio Tommasini, botanico e politico italiano (n. 1794)
- 1880 - Hector-Martin Lefuel, architetto francese (n. 1810)
- 1880 - Arnold Ruge, filosofo e scrittore tedesco (n. 1802)
- 1881 - Francesco Paolo Ruggiero, giurista, economista e politico italiano (n. 1798)
- 1882 - Antonio Flamini Carradori, imprenditore e politico italiano (n. 1814)
- 1882 - Léon Gambetta, politico francese (n. 1838)
- 1883 - Ladislaus von Karnicki zu Karnice, diplomatico e nobile boemo (n. 1820)
- 1885 - Giovanni Lauzi, avvocato, prefetto e politico italiano (n. 1800)
- 1887 - Giuseppe Pica, avvocato e politico italiano (n. 1813)
- 1888 - Samson Raphael Hirsch, rabbino e teologo tedesco (n. 1808)
- 1888 - Giuseppe Razzetti, pittore italiano (n. 1801)
- 1889 - Giuseppe Apolloni, compositore italiano (n. 1822)
- 1889 - Giuseppe Brentano, architetto italiano (n. 1862)
- 1889 - Pierre Olivier Joseph Coomans, pittore, illustratore e incisore belga (n. 1816)
- 1889 - Ernest Cosson, botanico francese (n. 1819)
- 1889 - Ion Creangă, scrittore rumeno (n. 1837)
- 1890 - Jules Baillarger, neurologo e psichiatra francese (n. 1809)
- 1890 - Gioacchino Bonnet, patriota italiano (n. 1819)
- 1891 - Domenico Agostini, cardinale e patriarca cattolico italiano (n. 1825)
- 1891 - Giuseppe Andrea Angeloni, nobile e politico italiano (n. 1826)
- 1891 - Samuel Ajayi Crowther, missionario, vescovo anglicano e linguista nigeriano (n. 1809)
- 1891 - Vittorio di Hohenlohe-Langenburg, principe tedesco (n. 1833)
- 1892 - Henry Baldwin, politico statunitense (n. 1814)
- 1893 - Giovanni Soster, storico italiano (n. 1814)
- 1894 - Tommaso Malagodi, patriota italiano (n. 1826)
- 1894 - Gesualda Malenchini, patriota, educatrice e filantropa italiana (n. 1809)
- 1894 - Thomas Joannes Stieltjes, matematico olandese (n. 1856)
- 1895 - Pierre Jean Marie Delavay, missionario, botanico e esploratore francese (n. 1834)
- 1899 - Eugène Bertrand, comico, impresario teatrale e direttore teatrale francese (n. 1834)
- 1899 - Karl Millöcker, compositore e direttore d'orchestra austriaco (n. 1842)
- 1899 - Albert Mooren, oculista tedesco (n. 1828)
- 1900 - Oskar Alin, storico svedese (n. 1846)
- 1900 - Hannibal Goodwin, presbitero, inventore e imprenditore statunitense (n. 1822)

## XX secolo(269)
- 1901 - José Plácido Caamaño, politico ecuadoriano (n. 1837)
- 1901 - Hugo Karl Anton Pernice, ginecologo tedesco (n. 1829)
- 1902 - Cándido López, pittore argentino (n. 1840)
- 1904 - George Hinckley, militare britannico (n. 1819)
- 1904 - Paride Palmeri, chimico italiano
- 1906 - Aleardo Villa, pittore, illustratore e pubblicitario italiano (n. 1865)
- 1907 - Giuseppe Sinico, compositore italiano (n. 1836)
- 1907 - Jules de Trooz, politico belga (n. 1857)
- 1908 - Pietro Tortarolo, ingegnere e politico italiano (n. 1828)
- 1909 - Giuseppe Bustelli, poeta e traduttore italiano (n. 1832)
- 1909 - Antonio Grober, alpinista italiano (n. 1847)
- 1911 - Grigorij Grigor'evič Mjasoedov, pittore russo (n. 1834)
- 1911 - Franz von Winckel, ginecologo tedesco (n. 1837)
- 1913 - Seth Carlo Chandler, astronomo statunitense (n. 1846)
- 1914 - Mimi Frellsen, fotografa norvegese (n. 1830)
- 1914 - Jules Patou, ciclista su strada e pistard belga (n. 1878)
- 1914 - Vittorio Poggi, avvocato, giornalista e militare italiano (n. 1833)
- 1914 - Antony Wattelier, ciclista su strada e pistard francese (n. 1880)
- 1915 - Tommaso Salvini, attore teatrale e patriota italiano (n. 1829)
- 1916 - Kazimierz Alchimowicz, pittore polacco (n. 1840)
- 1916 - Alice Ball, chimica statunitense (n. 1892)
- 1916 - Vittorio Calcina, regista e fotografo italiano (n. 1847)
- 1916 - René Schützenberger, pittore francese (n. 1860)
- 1917 - Stanisław Tarnowski, poeta, scrittore e politico polacco (n. 1837)
- 1917 - Alwin Thurm, aviatore tedesco (n. 1894)
- 1917 - Federico Zandomeneghi, pittore italiano (n. 1841)
- 1918 - Vincenzo Verzeni, serial killer italiano (n. 1849)
- 1918 - Friedrich Ritter von Röth, militare e aviatore tedesco (n. 1893)
- 1919 - Elin Danielson Gambogi, pittrice finlandese (n. 1861)
- 1922 - George Hernandez, attore statunitense (n. 1863)
- 1923 - George Child-Villiers, VIII conte di Jersey, nobile e politico britannico (n. 1873)
- 1923 - Sher Afzal, principe indiano (n. 1841)
- 1923 - Édouard Stephan, astronomo francese (n. 1837)
- 1924 - Georg Ludwig Rudolf Maercker, generale tedesco (n. 1865)
- 1924 - Giuseppina Nicoli, religiosa italiana (n. 1863)
- 1924 - Tomioka Tessai, pittore e calligrafo giapponese (n. 1837)
- 1925 - J. Gordon Edwards, regista e sceneggiatore canadese (n. 1867)
- 1925 - Ernst Ehlers, zoologo tedesco (n. 1835)
- 1926 - Baldomer Gili Roig, pittore, disegnatore e fotografo spagnolo (n. 1873)
- 1929 - Onorato Nicoletti, matematico italiano (n. 1872)
- 1929 - Abiel Bethel Revelli di Beaumont, militare e progettista italiano (n. 1864)
- 1930 - Filippo Abignente jr, scrittore, giornalista e antifascista italiano (n. 1860)
- 1931 - Şehzade Ibrahim Tevfik, principe ottomano (n. 1874)
- 1933 - Léonie Gilmour, giornalista e scrittrice statunitense (n. 1871)
- 1933 - Eduardo Massari, magistrato e giurista italiano (n. 1874)
- 1934 - Cəfər Cabbarlı, drammaturgo, poeta e attore azero (n. 1899)
- 1935 - Pierre Failliot, velocista, multiplista e rugbista a 15 francese (n. 1889)
- 1935 - Felice Gajo, imprenditore e politico italiano (n. 1861)
- 1936 - Anselmo Ciappi, ingegnere, politico e docente italiano (n. 1868)
- 1936 - François De Fossa, pittore e ufficiale francese (n. 1861)
- 1936 - Miguel de Unamuno, poeta, filosofo e scrittore spagnolo (n. 1864)
- 1937 - Ernesto De Curtis, compositore italiano (n. 1875)
- 1937 - Louis Franck, politico e avvocato belga (n. 1868)
- 1938 - Riccardo Balsamo Crivelli, poeta italiano (n. 1874)
- 1938 - Bruno Grilli, militare italiano (n. 1914)
- 1938 - Richard Roland Holst, pittore olandese (n. 1868)
- 1938 - Carlo Moneta, militare italiano (n. 1894)
- 1939 - Francis Robert Benson, attore e impresario teatrale britannico (n. 1858)
- 1939 - Agostino Mario Comanducci, critico d'arte e storico dell'arte italiano (n. 1891)
- 1939 - Lucio D'Ambra, scrittore e regista italiano (n. 1880)
- 1939 - Filippo Meda, politico, giornalista e banchiere italiano (n. 1869)
- 1940 - Xiao Youmei, compositore e educatore cinese (n. 1884)
- 1941 - Ludovico Cavaleri, pittore, incisore e illustratore italiano (n. 1867)
- 1941 - José Fontanet, pallanuotista spagnolo (n. 1900)
- 1941 - Bodil Rosing, attrice danese (n. 1877)
- 1941 - Aurelio Vitto, giornalista e politico italiano (n. 1906)
- 1942 - Angelo Gabrieli, militare italiano (n. 1914)
- 1942 - Uberto Palmarini, attore italiano (n. 1881)
- 1942 - Ivan Čuvelev, attore sovietico (n. 1897)
- 1943 - Arturo Capettini, partigiano italiano (n. 1900)
- 1943 - Riziero Fantini, operaio e anarchico italiano (n. 1892)
- 1943 - Antonio Pozzi, carabiniere e partigiano italiano (n. 1921)
- 1943 - Willie Watt, calciatore scozzese (n. 1864)
- 1944 - Mario Bruno, calciatore e allenatore di calcio italiano (n. 1905)
- 1944 - Giovanni Corvi, antifascista italiano (n. 1898)
- 1944 - Vladimir Grigor'evič Ermolaev, ingegnere aeronautico sovietico (n. 1909)
- 1944 - Ruth Hanna McCormick, politica, attivista e editrice statunitense (n. 1880)
- 1944 - Anna Afanas'evna Morozova, partigiana sovietica (n. 1921)
- 1944 - Yva, fotografa tedesca (n. 1900)
- 1944 - Lorenzo Pasteris, dirigente d'azienda italiano (n. 1877)
- 1944 - Felice Schragenheim, antifascista tedesca (n. 1922)
- 1945 - Alfredo Canevari, avvocato e politico italiano (n. 1857)
- 1945 - Lorenz Hackenholt, militare tedesco (n. 1914)
- 1945 - Felix Hartlaub, scrittore tedesco (n. 1911)
- 1945 - Karl Kanhäuser, calciatore cecoslovacco (n. 1900)
- 1945 - Darwin Karr, attore statunitense (n. 1875)
- 1945 - Valentin Krempl, bobbista tedesco (n. 1904)
- 1946 - Karl Bömelburg, militare e poliziotto tedesco (n. 1885)
- 1947 - Louise Beaudet, attrice canadese (n. 1858)
- 1947 - Annibale Marinelli De Marco, imprenditore e politico italiano (n. 1872)
- 1948 - Malcolm Campbell, pilota automobilistico britannico (n. 1885)
- 1948 - John Chapman, calciatore e allenatore di calcio scozzese (n. 1882)
- 1948 - Merrill De Maris, fumettista statunitense (n. 1898)
- 1949 - Josef Maria Auchentaller, pittore e incisore austriaco (n. 1865)
- 1949 - Howard C. Hickman, attore e regista statunitense (n. 1880)
- 1950 - Charles Koechlin, compositore francese (n. 1867)
- 1950 - Karl Renner, politico austriaco (n. 1870)
- 1951 - Maksim Maksimovič Litvinov, rivoluzionario, politico e diplomatico russo (n. 1876)
- 1952 - Victor-Léon-Ernest Denain, generale e aviatore francese (n. 1880)
- 1953 - Nikolaj Dorochin, attore sovietico (n. 1905)
- 1953 - Albert Plesman, pioniere dell'aviazione e imprenditore olandese (n. 1889)
- 1954 - Evgenij Znosko-Borovskij, scacchista, scrittore e insegnante russo (n. 1884)
- 1955 - Wilhelm Bertrams, presbitero e teologo tedesco (n. 1907)
- 1955 - Richard Genserowski, ginnasta tedesco (n. 1875)
- 1955 - Béla Kádár, pittore ungherese (n. 1877)
- 1955 - Ludwig Lewisohn, scrittore, critico letterario e sociologo statunitense
- 1955 - Umberto Somma, militare e politico italiano (n. 1878)
- 1955 - Timoteo di Gerusalemme, arcivescovo ortodosso greco (n. 1878)
- 1957 - Óscar Domínguez, pittore spagnolo (n. 1906)
- 1958 - Francis Jourdain, pittore, disegnatore e designer francese (n. 1876)
- 1958 - W.P. Kellino, regista e sceneggiatore inglese (n. 1874)
- 1958 - Mario Lauro Pietrosanti, politico italiano (n. 1901)
- 1959 - Arturo Giovannitti, sindacalista, attivista e poeta italiano (n. 1884)
- 1960 - Paolo Rota, vescovo cattolico italiano (n. 1886)
- 1960 - Joseph Wendel, cardinale e arcivescovo cattolico tedesco (n. 1901)
- 1962 - Baby Arizmendi, pugile messicano (n. 1913)
- 1962 - Charles Galton Darwin, fisico britannico (n. 1887)
- 1962 - Augusto Lozzia, pittore italiano (n. 1896)
- 1962 - Louis Strebler, lottatore statunitense (n. 1881)
- 1962 - Norbert Van Caeneghem, calciatore francese (n. 1912)
- 1962 - Gigi Vitali, alpinista e militare italiano (n. 1913)
- 1963 - Adolfo Cetto, bibliotecario italiano (n. 1873)
- 1964 - William R. D. Fairbairn, medico e psicoanalista britannico (n. 1889)
- 1964 - Henry Maitland Wilson, generale britannico (n. 1881)
- 1964 - Gertrude Michael, attrice statunitense (n. 1911)
- 1964 - Ólafur Thors, politico islandese (n. 1892)
- 1966 - Gian Alberto Blanc, fisico e paleontologo italiano (n. 1879)
- 1966 - Emilio Canevari, generale e saggista italiano (n. 1888)
- 1966 - Louis Persinger, violinista e insegnante statunitense (n. 1887)
- 1966 - Izaak Reijnders, militare olandese (n. 1879)
- 1966 - Gino Spalmach, pittore italiano (n. 1900)
- 1966 - Joe Spence, calciatore inglese (n. 1898)
- 1966 - Elena Dmitrievna Stasova, politica e rivoluzionaria russa (n. 1873)
- 1967 - August Becker, chimico e militare tedesco (n. 1900)
- 1967 - Gino Biasi, architetto, pittore e scultore italiano (n. 1928)
- 1967 - Dore Hoyer, ballerina e coreografa tedesca (n. 1911)
- 1968 - Carl Ahues, scacchista tedesco (n. 1883)
- 1968 - Adalgiso Ferraris, compositore e pianista italiano (n. 1890)
- 1968 - Vittorio Gussoni, pittore italiano (n. 1893)
- 1968 - Einar Middelboe, calciatore danese (n. 1883)
- 1969 - Salvatore Baccaloni, basso e attore italiano (n. 1900)
- 1969 - Camillo Bechis, generale italiano (n. 1890)
- 1969 - Gustavo Cacini, attore teatrale e comico italiano (n. 1890)
- 1969 - Benjamin Hedges, altista statunitense (n. 1907)
- 1969 - Gaetano Mauro, presbitero italiano (n. 1888)
- 1969 - Theodor Reik, psicoanalista austriaco (n. 1888)
- 1970 - Michael Balint, psicoanalista ungherese (n. 1896)
- 1970 - Thomas F. Quinlan, vescovo cattolico e missionario irlandese (n. 1896)
- 1971 - Benvenuto Bertoni, funzionario italiano (n. 1889)
- 1971 - Pete Duel, attore statunitense (n. 1940)
- 1971 - Lucien Hubbard, sceneggiatore e produttore cinematografico statunitense (n. 1888)
- 1971 - Marin Sais, attrice statunitense (n. 1890)
- 1972 - Roberto Clemente, giocatore di baseball portoricano (n. 1934)
- 1972 - Alphonse Fonson, ciclista su strada belga (n. 1890)
- 1973 - Mario Boero, pallanuotista italiano (n. 1893)
- 1973 - Ettore Caccia, critico letterario e italianista italiano (n. 1925)
- 1973 - Vito Carmelo Colamonico, geografo italiano (n. 1882)
- 1973 - Vincent Victor Dereere, vescovo cattolico belga (n. 1880)
- 1973 - Rita Flynn, attrice statunitense (n. 1905)
- 1973 - A. Edward Sutherland, regista, attore e produttore cinematografico statunitense (n. 1895)
- 1973 - Alfrēds Verners, calciatore e hockeista su ghiaccio lettone (n. 1912)
- 1974 - Antonio Lepore, politico italiano (n. 1897)
- 1974 - Robert Pache, calciatore svizzero (n. 1897)
- 1975 - Georges Cuisenaire, pedagogo, insegnante e inventore belga (n. 1891)
- 1975 - Sultan bin Sa'ud Al Sa'ud, principe, militare e dirigente sportivo saudita (n. 1939)
- 1976 - Sándor Bortnyik, pittore e disegnatore ungherese (n. 1893)
- 1976 - Luigi Colacicchi, compositore, direttore di coro e etnomusicologo italiano (n. 1900)
- 1976 - Alberto Pagliarini, calciatore italiano (n. 1905)
- 1977 - Sigurd Eek, calciatore norvegese (n. 1903)
- 1977 - Charles C. Hartmann, architetto statunitense (n. 1889)
- 1977 - Sabah III al-Salim Al Sabah, emiro kuwaitiano (n. 1913)
- 1978 - Bernard Faÿ, storico e saggista francese (n. 1893)
- 1978 - Nicolau dos Reis Lobato, rivoluzionario e politico est-timorese (n. 1946)
- 1978 - Edmea Pirami, pediatra italiana (n. 1899)
- 1978 - Basil Wolverton, fumettista statunitense (n. 1909)
- 1979 - Giuseppe De Marchi, calciatore italiano (n. 1916)
- 1979 - Luisa Gallotti Balboni, politica italiana (n. 1913)
- 1979 - Luis Induni, attore italiano (n. 1920)
- 1979 - Giacomo Perticone, giurista e storico italiano (n. 1892)
- 1979 - Viktoria Savs, militare austriaca (n. 1899)
- 1979 - Ethel Smith, velocista canadese (n. 1907)
- 1980 - Maurice Cornforth, filosofo britannico (n. 1909)
- 1980 - Enrico Riziero Galvaligi, generale italiano (n. 1920)
- 1980 - Marshall McLuhan, sociologo, filosofo e critico letterario canadese (n. 1911)
- 1980 - Raoul Walsh, regista cinematografico, attore e sceneggiatore statunitense (n. 1887)
- 1980 - Robert Pete Williams, musicista statunitense (n. 1914)
- 1980 - Nick Yost, cestista statunitense (n. 1915)
- 1981 - Efim L'vovič Dzigan, regista cinematografico russo (n. 1898)
- 1981 - Augusto Guerriero, magistrato, giornalista e saggista italiano (n. 1893)
- 1981 - Günther Krappe, generale tedesco (n. 1893)
- 1981 - Paolo Mazza, allenatore di calcio e dirigente sportivo italiano (n. 1901)
- 1981 - Constantin Rădulescu, calciatore, allenatore di calcio e arbitro di calcio rumeno (n. 1896)
- 1981 - Charles N. Reilley, chimico statunitense (n. 1925)
- 1982 - Nino D'Aroma, politico e giornalista italiano (n. 1902)
- 1982 - Wilhelm Dieckvoß, astronomo tedesco (n. 1908)
- 1982 - Kurt Friedrichs, matematico tedesco (n. 1901)
- 1982 - Otto Hofmann, generale tedesco (n. 1896)
- 1982 - Valerio Mariani, storico dell'arte e critico d'arte italiano (n. 1899)
- 1983 - Luigi Martinati, illustratore, pubblicitario e pittore italiano (n. 1893)
- 1983 - Boris Schwarz, violinista, musicologo e insegnante statunitense (n. 1906)
- 1983 - Ralph Wright, sceneggiatore statunitense (n. 1908)
- 1984 - Lee Case, pallanuotista statunitense (n. 1917)
- 1984 - Pietro Ristori, politico, sindacalista e partigiano italiano (n. 1900)
- 1985 - Lucia Catullo, attrice e doppiatrice italiana (n. 1927)
- 1985 - Sllave Llambi, allenatore di calcio e calciatore albanese (n. 1919)
- 1985 - Ricky Nelson, cantante e attore statunitense (n. 1940)
- 1985 - Sam Spiegel, produttore cinematografico austro-ungarico (n. 1901)
- 1985 - Jocelyn Toynbee, archeologa, numismatica e storica dell'arte britannica (n. 1897)
- 1986 - Rajmund Badó, lottatore ungherese (n. 1902)
- 1986 - Piero Chiara, scrittore italiano (n. 1913)
- 1986 - Lloyd Haynes, attore statunitense (n. 1934)
- 1986 - Edoardo Toniolo, attore italiano (n. 1907)
- 1987 - Alessandro D'Ottavio, pugile italiano (n. 1927)
- 1987 - Randall Garrett, scrittore statunitense (n. 1927)
- 1987 - Fernando Guillamón, calciatore e allenatore di calcio spagnolo (n. 1927)
- 1987 - Rosario Nicolò, giurista e avvocato italiano (n. 1910)
- 1987 - Roberto Supino, avvocato e politico italiano (n. 1904)
- 1988 - Yara Amaral, attrice brasiliana (n. 1936)
- 1988 - Christopher Andrewes, biologo inglese (n. 1896)
- 1988 - Manuel Gary, attore francese (n. 1912)
- 1988 - Moisej Kas'janik, sollevatore sovietico (n. 1911)
- 1988 - Bruno Marton, antifascista e politico italiano (n. 1913)
- 1989 - Ed Bogdanski, cestista statunitense (n. 1921)
- 1989 - Lilly Daché, stilista francese (n. 1898)
- 1989 - Michele Fanelli, maratoneta italiano (n. 1907)
- 1989 - Mihály Lantos, allenatore di calcio e calciatore ungherese (n. 1928)
- 1989 - Georges de Bourguignon, schermidore belga (n. 1910)
- 1990 - George Allen, allenatore di football americano statunitense (n. 1918)
- 1990 - Vasilij Grigor'evič Lazarev, cosmonauta sovietico (n. 1928)
- 1990 - Giovanni Michelucci, architetto, urbanista e incisore italiano (n. 1891)
- 1990 - Oscar Rauch, calciatore svizzero (n. 1907)
- 1991 - Georges Poulet, critico letterario belga (n. 1902)
- 1992 - Dianne Jackson, regista e animatrice inglese (n. 1941)
- 1992 - Joseph Theuns, ciclista su strada belga (n. 1931)
- 1993 - Michail Aleksandrovič Dudin, poeta e scrittore russo (n. 1916)
- 1993 - Zviad Gamsakhurdia, filologo, critico letterario e politico georgiano (n. 1939)
- 1993 - Guy Lefrant, cavaliere francese (n. 1923)
- 1993 - Brandon Teena, statunitense (n. 1972)
- 1993 - Thomas J. Watson Jr., imprenditore, politico e aviatore statunitense (n. 1914)
- 1994 - Jacques Dimont, schermidore francese (n. 1945)
- 1994 - Jack Lee, calciatore inglese (n. 1920)
- 1994 - Luigi Parodi, calciatore italiano (n. 1928)
- 1994 - Bruno Pezzey, calciatore austriaco (n. 1955)
- 1994 - Gino Sassetti, calciatore italiano (n. 1908)
- 1994 - Woody Strode, attore statunitense (n. 1914)
- 1995 - Fritz Eckhardt, attore, cabarettista e sceneggiatore austriaco (n. 1907)
- 1995 - Karl Rappan, calciatore e allenatore di calcio austriaco (n. 1905)
- 1996 - Wesley Addy, attore statunitense (n. 1913)
- 1996 - Willy Brezza, compositore, pianista e arrangiatore italiano (n. 1935)
- 1996 - Annie Ducaux, attrice francese (n. 1908)
- 1997 - Floyd Cramer, pianista statunitense (n. 1933)
- 1997 - Billie Dove, attrice statunitense (n. 1903)
- 1997 - Michael LeMoyne Kennedy, filantropo statunitense (n. 1958)
- 1997 - Augusto Marinoni, lessicografo, filologo e storico italiano (n. 1911)
- 1997 - Silvia Strukel, schermitrice italiana (n. 1916)
- 1998 - Tito LeDuc, attore e coreografo messicano (n. 1922)
- 1999 - Carlo Cassola, doppiatore italiano (n. 1911)
- 1999 - Roger Lécureux, fumettista francese (n. 1925)
- 1999 - Elliot Richardson, politico e avvocato statunitense (n. 1920)
- 1999 - Angelo Scapin, calciatore italiano (n. 1914)
- 1999 - Bruno Siclari, magistrato italiano (n. 1925)
- 1999 - Paolo Zannella, poeta italiano (n. 1923)
- 2000 - Alan Cranston, giornalista e politico statunitense (n. 1914)
- 2000 - Wayne Glasgow, cestista statunitense (n. 1926)
- 2000 - Tanaquil Le Clercq, ballerina francese (n. 1929)
- 2000 - Piero Oberto, politico italiano (n. 1924)
- 2000 - Kenneth L. Pike, linguista, antropologo e glottoteta statunitense (n. 1912)
- 2000 - Ero Rossi, calciatore italiano (n. 1931)
- 2000 - Bekzat Sattarkhanov, pugile kazako (n. 1980)

## XXI secolo(155)
- 2001 - Alec Fila, trombettista statunitense (n. 1921)
- 2001 - Eileen Heckart, attrice statunitense (n. 1919)
- 2001 - Paul Hubschmid, attore svizzero (n. 1917)
- 2001 - Antonio Sabatelli, pittore, ceramista e scultore italiano (n. 1922)
- 2001 - David Swift, sceneggiatore, regista e produttore cinematografico statunitense (n. 1919)
- 2002 - Renzo Cavallina, calciatore e allenatore di calcio italiano (n. 1921)
- 2002 - Dennis Joseph Enright, poeta e romanziere britannico (n. 1920)
- 2002 - Hanni Ossott, scrittrice, critica letteraria e traduttrice venezuelana (n. 1946)
- 2002 - Flaviano Vicentini, ciclista su strada italiano (n. 1942)
- 2003 - Antonino Brusca, medico e politico italiano (n. 1923)
- 2003 - Sophie Daumier, attrice francese (n. 1934)
- 2003 - Béla Kárpáti, allenatore di calcio e calciatore ungherese (n. 1929)
- 2003 - Giuseppe Mancini, imprenditore italiano (n. 1922)
- 2003 - Paula Raymond, attrice statunitense (n. 1924)
- 2003 - Giovanna Sicari, poetessa, scrittrice e critico letterario italiano (n. 1954)
- 2003 - Armando Tre Re, calciatore italiano (n. 1921)
- 2004 - Emanuele Annoni, generale e aviatore italiano (n. 1916)
- 2004 - Pinin Carpi, scrittore, illustratore e poeta italiano (n. 1920)
- 2004 - Gérard Debreu, economista francese (n. 1921)
- 2004 - Cliff Letcher, tennista australiano (n. 1952)
- 2004 - Vladimír Pácl, fondista, rugbista a 15 e dirigente sportivo cecoslovacco (n. 1924)
- 2004 - Charles-Auguste-Marie Paty, vescovo cattolico francese (n. 1916)
- 2004 - Terisio Pignatti, storico dell'arte italiano (n. 1920)
- 2004 - José María Sánchez Lage, calciatore e allenatore di calcio argentino (n. 1931)
- 2005 - Enrico Di Giuseppe, tenore statunitense (n. 1932)
- 2005 - Fee Malten, attrice tedesca (n. 1911)
- 2005 - John Peel, ginecologo britannico (n. 1904)
- 2005 - Peter Ruschp, sciatore alpino e allenatore di sci alpino statunitense (n. 1944)
- 2005 - Aleksandr Silaev, canoista sovietico (n. 1928)
- 2005 - Claude Sylvain, attrice francese (n. 1930)
- 2005 - José Valle Mas, calciatore spagnolo (n. 1918)
- 2005 - Askol'd Ivanovič Vinogradov, matematico russo (n. 1929)
- 2005 - Phillip Whitehead, politico, produttore televisivo e scrittore britannico (n. 1937)
- 2006 - John Ardito, mafioso statunitense (n. 1919)
- 2006 - Gaetano De Leo, psicologo italiano (n. 1940)
- 2006 - Seymour Martin Lipset, sociologo statunitense (n. 1922)
- 2006 - Leni Lohmar, nuotatrice tedesca (n. 1914)
- 2006 - Liese Prokop, multiplista e politica austriaca (n. 1941)
- 2007 - Bruno Cappellini, allenatore di calcio e calciatore italiano (n. 1920)
- 2007 - Giuseppe De Gregorio, pittore italiano (n. 1920)
- 2007 - Giovanni Padoan, antifascista e partigiano italiano (n. 1909)
- 2007 - Markku Peltola, attore finlandese (n. 1956)
- 2007 - Romeo Romanutti, cestista italiano (n. 1926)
- 2007 - Muhammad Osman Said, politico libico (n. 1924)
- 2007 - Ettore Sottsass, architetto, designer e fotografo italiano (n. 1917)
- 2008 - Charles Domergue, esploratore, ornitologo e erpetologo francese (n. 1914)
- 2008 - Premjit Lall, tennista indiano (n. 1940)
- 2008 - Brad Sullivan, attore statunitense (n. 1931)
- 2008 - Donald E. Westlake, scrittore e sceneggiatore statunitense (n. 1933)
- 2009 - Erica Boyer, attrice pornografica statunitense (n. 1956)
- 2009 - Giulio Corsini, allenatore di calcio e calciatore italiano (n. 1933)
- 2009 - Giampiero Cotti Cometti, geografo italiano (n. 1935)
- 2009 - Cahal Brendan Daly, cardinale e arcivescovo cattolico irlandese (n. 1917)
- 2009 - Glauco Onorato, attore, doppiatore e direttore del doppiaggio italiano (n. 1936)
- 2009 - Domenico Salazar, prefetto italiano (n. 1937)
- 2010 - Davide Bassan, scenografo italiano (n. 1952)
- 2010 - Bruno Concina, fumettista e scrittore italiano (n. 1942)
- 2010 - Raymond Impanis, ciclista su strada e pistard belga (n. 1925)
- 2010 - Per Oscarsson, attore svedese (n. 1927)
- 2011 - Adalbert Kaubek, calciatore austriaco (n. 1926)
- 2011 - Glenn Lord, editore e curatore editoriale statunitense (n. 1931)
- 2011 - Luigi Maria Verzé, presbitero e imprenditore italiano (n. 1920)
- 2012 - Epifanio La Porta, politico e sindacalista italiano (n. 1925)
- 2012 - Antonio Mola, politico italiano (n. 1924)
- 2012 - Sergio de Castro, artista argentino (n. 1922)
- 2013 - Antonio Allocca, attore italiano (n. 1937)
- 2013 - James Avery, attore statunitense (n. 1945)
- 2013 - Roberto Ciotti, chitarrista italiano (n. 1953)
- 2013 - Puccio Corona, giornalista e conduttore televisivo italiano (n. 1942)
- 2013 - Mario Garriba, regista e attore italiano (n. 1944)
- 2013 - Hans Hellbrand, nuotatore e pallanuotista svedese (n. 1925)
- 2013 - Johnny Orr, cestista e allenatore di pallacanestro statunitense (n. 1927)
- 2013 - Art Stolkey, cestista statunitense (n. 1920)
- 2014 - Tito Ballarino, giurista italiano (n. 1934)
- 2014 - Stefano Docimo, scrittore e poeta italiano (n. 1945)
- 2014 - Maryvonne Garzino, cestista francese (n. 1940)
- 2014 - Edward Herrmann, attore statunitense (n. 1943)
- 2014 - Michael Kennedy, biografo, giornalista e musicologo inglese (n. 1926)
- 2014 - Laura Lilli, giornalista e scrittrice italiana (n. 1937)
- 2014 - Lamberto Martellotti, politico italiano (n. 1940)
- 2014 - Romanus Orjinta, calciatore nigeriano (n. 1981)
- 2014 - Washington Rodríguez, pugile uruguaiano (n. 1944)
- 2014 - Arthur Wellesley, VIII duca di Wellington, nobile inglese (n. 1915)
- 2015 - Natalie Cole, cantante statunitense (n. 1950)
- 2015 - Nicoletta Crocitto, cestista italiana (n. 1946)
- 2015 - Mike Frier, giocatore di football americano statunitense (n. 1969)
- 2015 - Beth Howland, attrice statunitense (n. 1941)
- 2015 - Felix Pirani, fisico britannico (n. 1928)
- 2015 - Dino Pompanin, sciatore alpino italiano (n. 1930)
- 2015 - Václav Pšenička, sollevatore cecoslovacco (n. 1931)
- 2015 - Janine Reding, pianista e pedagoga belga (n. 1920)
- 2015 - Wayne Rogers, attore statunitense (n. 1933)
- 2015 - Daniel Leo Ryan, vescovo cattolico statunitense (n. 1930)
- 2015 - Richard Sapper, designer tedesco (n. 1932)
- 2016 - James Ackerman, storico statunitense (n. 1919)
- 2016 - Fabio Aguzzi, pittore italiano (n. 1953)
- 2016 - Henning Christophersen, politico danese (n. 1939)
- 2016 - Alberto Picasso, arbitro di calcio italiano (n. 1930)
- 2016 - Dimitrij Romanovič Romanov, principe russo (n. 1926)
- 2016 - Eva Šuranová, lunghista cecoslovacca (n. 1946)
- 2017 - Frédéric Forte, cestista, allenatore di pallacanestro e dirigente sportivo francese (n. 1970)
- 2017 - Elisa Frauenfelder, pedagogista italiana (n. 1931)
- 2017 - Larry Winn, politico statunitense (n. 1919)
- 2018 - Urbie Green, trombonista statunitense (n. 1926)
- 2018 - Kató Havas, violinista ungherese (n. 1920)
- 2018 - Kader Khan, attore e sceneggiatore indiano (n. 1937)
- 2018 - Gennaro Papa, politico e avvocato italiano (n. 1925)
- 2018 - Antônio Salvador Sucar, cestista brasiliano (n. 1939)
- 2018 - Peter Thompson, calciatore inglese (n. 1942)
- 2019 - Valeriano Balloni, calciatore italiano (n. 1934)
- 2019 - Djimrangar Dadnadji, politico ciadiano (n. 1954)
- 2019 - Ratko Janev, fisico macedone (n. 1939)
- 2019 - Carlo Quartucci, regista, attore e scenografo italiano (n. 1938)
- 2019 - Eva Sørensen, scultrice danese (n. 1940)
- 2019 - Vic Juris, musicista e chitarrista statunitense (n. 1953)
- 2019 - Martin West, attore statunitense (n. 1937)
- 2020 - Ester Baitz, cestista italiana (n. 1934)
- 2020 - Renato Campanini, calciatore italiano (n. 1938)
- 2020 - Lorenzo Ceregato, pittore italiano (n. 1933)
- 2020 - Tommy Docherty, calciatore e allenatore di calcio scozzese (n. 1928)
- 2020 - Ernesto Gismondi, designer e imprenditore italiano (n. 1931)
- 2020 - Robert Hossein, attore, regista e sceneggiatore francese (n. 1927)
- 2020 - Olivier Royant, giornalista e scrittore francese (n. 1962)
- 2020 - Dick Thornburgh, politico e avvocato statunitense (n. 1932)
- 2021 - Vadim Chamutckich, pallavolista russo (n. 1969)
- 2021 - Juraj Filas, compositore slovacco (n. 1955)
- 2021 - Elihu Katz, sociologo statunitense (n. 1926)
- 2021 - Strong Kobayashi, wrestler e attore giapponese (n. 1940)
- 2021 - Csilla Madarász, nuotatrice ungherese (n. 1943)
- 2021 - Luigi Negri, arcivescovo cattolico e teologo italiano (n. 1941)
- 2021 - Gian Filippo Pizzo, saggista italiano (n. 1951)
- 2021 - Gertrude Pressburger, austriaca (n. 1927)
- 2021 - Betty White, attrice e conduttrice televisiva statunitense (n. 1922)
- 2022 - Sergej Bautin, hockeista su ghiaccio russo (n. 1967)
- 2022 - Papa Benedetto XVI, papa, arcivescovo cattolico e cardinale tedesco (n. 1927)
- 2022 - Michele Cocchi, psicoterapeuta e scrittore italiano (n. 1979)
- 2022 - Svante af Klinteberg, cestista svedese (n. 1939)
- 2022 - Anita Pointer, cantautrice statunitense (n. 1948)
- 2022 - Willie Taylor, cestista statunitense (n. 1980)
- 2023 - Shecky Greene, comico statunitense (n. 1926)
- 2023 - Melissa Hoskins, pistard e ciclista su strada australiana (n. 1991)
- 2023 - Eddie Bernice Johnson, politica e infermiera statunitense (n. 1935)
- 2023 - Benjamin Kiplagat, siepista ugandese (n. 1989)
- 2023 - Ana Ofelia Murguía, attrice messicana (n. 1933)
- 2023 - Pranab Kumar Sen, statistico indiano (n. 1937)
- 2023 - Cale Yarborough, pilota automobilistico statunitense (n. 1939)
- 2024 - Angelo Amato, cardinale e arcivescovo cattolico italiano (n. 1938)
- 2024 - Bob Anderegg, cestista statunitense (n. 1937)
- 2024 - Paolo Benvegnù, cantautore e chitarrista italiano (n. 1965)
- 2024 - Francesco Castiello, politico italiano (n. 1942)
- 2024 - Buddy MacKay, politico statunitense (n. 1933)
- 2024 - Vittorio Pomilio, cestista italiano (n. 1933)
- 2024 - Roger Pratt, direttore della fotografia britannico (n. 1947)
- 2024 - Arnold Rüütel, politico estone (n. 1928)
- 2024 - Paolo Vitelli, imprenditore e politico italiano (n. 1947)